# Shavkat Rakhmonov
Shavkat Bakhtibaevich Rakhmonov (en kazajo: Шавкат Бақтыбайұлы Рахмонов, 22 de octubre de 1994) es un artista marcial mixto kazajo que actualmente compite en la categoría de peso wélter de Ultimate Fighting Championship (UFC). Ha sido también Campeón de Peso Wélter de M-1 Global. Desde el 19 de diciembre de 2023, está en la posición #3 del ranking de peso wélter de UFC.

## Primeros años
Nacido en Uzbekistán, Rakhmonov recibió ciudadanía de Kazajistán en 2017. El nombre de su abuelo era Rahman, así que mientras vivía en el estado vecino,  tuvo que tomar un apellido con un sabor local. Su padre es un Kazakh, mientras su madre es del clan Kazakh-Konyrat. Shavkat pertenece al clan Altynba del Joven Zhuz.
Su hermana Sora Rakhmonova, es también una luchadora de MMA.

## Carrera de artes marciales mixtas

### Carrera temprana
Cuando era amateur, Rakhmonov ganó el Campeonato del Mundo de MMA amateur (WMMAA World) y títulos de Campeonatos asiáticos.
La carrera profesional de Rakhmonov empezó en octubre de 2014, debutando con una victoria mediante sumisión frente a Adam Tsurov en el M-1 Challenge 52. El continuó luchando en la promotora rusa M-1,con siete de sus peleas profesionales en esa promotora, alternando con una racha de cinco victorias en una promotora kazaja, Kazakhstan Mixed Martial Arts Federation (KZMMAF). Iría sucediendo diferentes peleas en ambas promotoras, obteniendo su primera oportunidad por el título cómo profesional en la KZMMAF frente a Faridun Odilov por el campeonato de peso wélter de KZMMAF. Obteniendo el título por TKO en el tercer asalto.
Rakhmonov defendió su cinturón en la siguiente pelea en el evento Battle of Nomads 11contra Rinat Sayakbaev en diciembre de 2018, regresando a M-1 en el inicio del nuevo año, frente a Daniil Prikaza en el M-1 Challenge 101 por el título vacante de peso wélter de M-1.Ganó la pelea por TKO en el segundo asalto, asegurando su segundo cinturón
En su última aparición en la escena regional, Rakhmonov defendió su título de peso wélter de M-1 frente Tiago Varejão en el evento M-1 Challenge 102.

### Ultimate Fighting Championship

#### 2020
Rakhmonov fue el primer peleador kazajo en firmar un contrato con UFC. Rakhmonov estaba programado para enfrentrar a Bartosz Fabiński el 21 de marzo de 2020, en UFC Fight Night: Woodley vs. Edwards. Sin embargo, debido a la Pandemia de COVID-19 el evento fue cancelado.
Rakhmonov estaba programado para enfrentar a Ramazan Emeev el 26 de julio de 2020, en UFC on ESPN 14. Sin embargo, a principios de julio, se reportó que Rakhmonov fue forzado a retirarse de la pelea por una lesión y fue reemplazado por Niklas Stolze.
Rakhmonov estaba programado para enfrentar a Elizeu Zaleski dos Santos el 24 de octubre de 2020, en UFC 254. Sin embargo, Zaleski se retiró de la pelea por una lesión y fue reemplazado por Alex Oliveira. En el pesaje, Oliveira pesó 173 libras, dos libras sobre el límite de peso wélter. Como resultado, la pelea continuó en un peso pactado y Oliveira fue multado con el 20% de su bolsa, que fue hacia Rakhmonov. Rakhmonov ganó la pelea por sumisión (guillotine choke) en el primer asalto.

#### 2021
Rakhmonov enfrentó a Michel Prazeres el 26 de junio de 2021, en UFC Fight Night 190. Ganó la pelea por sumisión (rear-naked choke) en el segundo asalto.

#### 2022
Rakhmonov enfrentó a Carlston Harris el 5 de febrero de 2022, en UFC Fight Night 200. Ganó la pelea por KO en el primer asalto. Esta victoria lo hizo merecedor de su primer premio de Actuación de la Noche.
Como la primera pelea de su nuevo contrato de cinco peleas, Rakhmonov enfrentó a Neil Magny el 25 de junio de 2022, en UFC on ESPN 38. Ganó la pelea por sumisión (guillotine choke) en el segundo asalto. Esta victoria lo hizo merecedor de su segundo premio de Actuación de la Noche.

#### 2023
Rakhmonov estaba programado para enfrentar a Geoff Neal el 14 de enero de 2023, en UFC Fight Night 217. Sin embargo, Neal se retiró de la pelea por una lesión no revelada. El par fue reprogramado para el 4 de marzo de 2023, en UFC 285. En el pesaje, Neal pesó 175 libras, 4 libras sobre el límite de peso wélter. Como resultado, la pelea continuó en un peso pactado y Neal fue multado con el 30% de su bolsa, que fue hacia Rakhmonov. Ganó la pelea por sumisión (rear-naked choke) en el tercer asalto. Esta pelea lo hizo merecedor de su primer premio de Pelea de la Noche.
Rakhmonov estaba programado para enfrentar a Kelvin Gastelum el 16 de septiembre de 2023, en UFC Fight Night 225. Sin embargo, Gastelum se retiró del evento por una lesión y la pelea fue cancelada.
Rakhmonov enfrentó a Stephen Thompson el 16 de diciembre de 2023, en UFC 296. Ganó la pelea por sumisión en el segundo asalto, siendo el primer peleador en someter a Thompson en su carrera de MMA.

#### 2024
Rakhmonov estaba programado para enfrentar a Belal Muhammad por el Campeonato Mundial de Peso Wélter de UFC el 7 de diciembre de 2024, en UFC 310. Sin embargo, debido a una infección ósea en su pie, Muhammad fue obligado a retirarse de la pelea. Rakhmonov, en lugar de enfrentarse a Muhammad, se midió con Ian Machado Garry en un combate eliminatorio por el título pactado a cinco asaltos. Rakhmonov ganó la pelea por decisión unánime, logrando así la primera victoria por decisión en su carrera en las artes marciales mixtas.

## Campeonatos y logros
- Ultimate Fighting Championship
  - Actuación de la Noche (Dos veces) vs. Carlston Harris y Neil Magny[26][30]
  - Pelea de la Noche (Una vez) vs. Geoff Neal[36]
  - Racha de finalizaciones más larga en la historia de la división de peso wélter de UFC (6)[45]

- M-1 Global
  - Campeonato de Peso Wélter de M-1 (Una vez)[46]
    - Una defensa titular exitosa[46]
- Kazakhstan Mixed Martial Arts Federation
  - Campeonato de Peso Wélter de KZMMAF (Una vez)[47]
    - Una defensa titular exitosa[47]

World Mixed Martial Arts Association (WMMAA)
- Campeonato Mundial Peso Wélter (2013)[48][49]
- Campeonato Asiático Peso Wélter (2014)[50][49]
- Campeonato Mundial Peso Wélter (2014)[51]
- Campeonato Mundial Peso Wélter (2015)[52]

## Récord en artes marciales mixtas
| Récord profesional | Récord profesional | Récord profesional |
| 19 peleas          | 19 victorias       | 0 derrotas         |
| ------------------ | ------------------ | ------------------ |
| Nocaut             | 8                  | 0                  |
| Sumisión           | 10                 | 0                  |
| Decisión           | 1                  | 0                  |

| Resultado | Récord | Oponente              | Método                                  | Evento                                                  | Fecha                   | Ronda | Tiempo | Localización      | Notas                                                                    |
| --------- | ------ | --------------------- | --------------------------------------- | ------------------------------------------------------- | ----------------------- | ----- | ------ | ----------------- | ------------------------------------------------------------------------ |
| Victoria  | 19–0   | Ian Garry             | Decisión (unánime)                      | UFC 310                                                 | 7 de diciembre de 2024  | 5     | 5:00   | Las Vegas, Nevada | Eliminatoria titular.                                                    |
| Victoria  | 18–0   | Stephen Thompson      | Sumisión (rear-naked choke)             | UFC 296                                                 | 16 de diciembre de 2023 | 2     | 4:56   | Las Vegas, Nevada |                                                                          |
| Victoria  | 17–0   | Geoff Neal            | Sumisión (standing rear-naked choke)    | UFC 285                                                 | 4 de febrero de 2023    | 3     | 4:17   | Las Vegas, Nevada | Pelea en peso pactado (175 lbs); Neal no dio el peso. Pelea de la Noche. |
| Victoria  | 16–0   | Neil Magny            | Sumisión (guillotine choke)             | UFC on ESPN: Tsarukyan vs. Gamrot                       | 25 de junio de 2022     | 2     | 4:58   | Las Vegas, Nevada | Actuación de la Noche.                                                   |
| Victoria  | 15–0   | Carlston Harris       | KO (patada de talón giratoria y golpes) | UFC Fight Night: Hermansson vs. Strickland              | 5 de febrero de 2022    | 1     | 4:10   | Las Vegas, Nevada | Actuación de la Noche.                                                   |
| Victoria  | 14–0   | Michel Prazeres       | Sumisión (rear-naked choke)             | UFC Fight Night: Gane vs. Volkov                        | 26 de junio de 2021     | 2     | 2:10   | Las Vegas, Nevada |                                                                          |
| Victoria  | 13–0   | Alex Oliveira         | Sumisión (guillotine choke)             | UFC 254                                                 | 24 de octubre de 2020   | 1     | 4:40   | Abu Dhabi         | Pelea en peso pactado (173 lbs); Oliveira no dio el peso.                |
| Victoria  | 12–0   | Tiago Varejao Lacerda | TKO (golpes)                            | M-1 Challenge 102 - Rakhmonov vs. Varejao               | 28 de junio de 2019     | 1     | 4:50   | Astaná            | Defendió el Campeonato de Peso Wélter de M-1 Global.                     |
| Victoria  | 11–0   | Danila Prikaza        | TKO (golpes)                            | M-1 Challenge 101 - Prikaza vs. Rakhmonov               | 30 de marzo de 2019     | 2     | 2.20   | Alma Ata          | Ganó el Campeonato Vacante de Peso Wélter de M-1 Global.                 |
| Victoria  | 10–0   | Rinat Sayakbaev       | TKO (retiro)                            | KZMMAF - Battle of Nomads 11                            | 8 de diciembre de 2018  | 1     | 5:00   | Taldykorgan       | Defendió el Campeonato de Peso Wélter de KZMMAF.                         |
| Victoria  | 9–0    | Faridun Odilov        | TKO (golpes)                            | KZMMAF - Battle of Nomads 10                            | 12 de mayo de 2018      | 3     | 3:03   | Astaná            | Ganó el Campeonato de Peso Wélter de KZMMAF.                             |
| Victoria  | 8–0    | Levan Solodovnik      | Sumisión (triangle choke)               | M-1 Challenge 87 - Silander vs. Ashimov                 | 9 de febrero de 2018    | 2     | 4:42   | San Petersburgo   |                                                                          |
| Victoria  | 7–0    | Jun Yong Park         | Sumisión (rear-naked choke)             | KZMMAF - Battle of Nomads 9                             | 7 de agosto de 2016     | 2     | 1:51   | Hwasun-gun        | Pelea en peso pactado (176 lbs).                                         |
| Victoria  | 6–0    | Marcelo Brito         | KO (puñetazo al cuerpo)                 | M-1 Challenge 67 - Battle in the Land of Fire           | 4 de junio de 2016      | 1     | 1:37   | Bakú              |                                                                          |
| Victoria  | 5–0    | Adil Boranbayev       | Sumisión (rear-naked choke)             | KZMMAF - Battle of Nomads 7                             | 30 de abril de 2016     | 2     | 4:51   | Astaná            |                                                                          |
| Victoria  | 4–0    | Michal Wiencek        | Sumisión (guillotine choke)             | M-1 Challenge 59 - Battle of Nomads 5                   | 3 de julio de 2015      | 1     | 0:49   | Astaná            |                                                                          |
| Victoria  | 3–0    | Bartosz Chyrek        | KO (golpes)                             | M-1 Challenge 57 - Battle in the Heart of the Continent | 2 de mayo de 2015       | 1     | 2:51   | Oremburgo         |                                                                          |
| Victoria  | 2–0    | Marcus Vinicos        | TKO (golpes)                            | KZMMAF - Battle of Nomads 2                             | 30 de noviembre de 2014 | 1     | 4:58   | Alma Ata          |                                                                          |
| Victoria  | 1–0    | Adam Tsurov           | Sumisión (triangle choke)               | M-1 Challenge 52 - Battle of Narts                      | 17 de octubre de 2014   | 1     | N/A    | Nazrán            | Debut en peso wélter.                                                    |